# Martine Storti
Pour les articles homonymes, voir Storti.
Martine Storti, née le 29 avril 1946 à Colombes, est une féministe, journaliste et écrivaine française.

## Biographie
Fille cadette d'un ouvrier immigré italien et d'une française d'origine modeste, Martine Storti est lycéenne à Paris (lycée Honoré de Balzac et classes préparatoires au lycée Fénelon), avant d'être étudiante en philosophie à la Sorbonne. Elle milite à l'Unef (elle est présidente du groupe philo de la FGEL[précision nécessaire]) et dans les rangs de l'Organisation communiste internationaliste dont elle s'éloigne rapidement. Par cette expérience, elle s'estime vaccinée de « la ligne juste » et du parti omniscient.  Libre de toute appartenance groupusculaire mais acceptant alors volontiers le qualificatif de « gauchiste », elle est, en mai et juin 68 (période dont elle a fait le récit dans son livre 32 jours de mai), membre élue du comité de grève des étudiants de philosophie. Elle participe aux nombreuses manifestations et actions de ces deux mois. 
Elle est ensuite professeure de philosophie dans un lycée à Denain (Nord), puis journaliste pendant 15 ans, successivement à Libération, F Magazine, Radio Monte Carlo, Les nouvelles. À Libération, elle a, pendant 5 ans, de 1974 à 1979, particulièrement traité des actions du MLF et des mouvements féministes de l'époque, aussi bien en France que dans différents pays et plus généralement des enjeux de l'émancipation des femmes . Ses articles de cette époque se retrouvent dans son ouvrage paru en 2010, Je suis une femme, pourquoi pas vous ?.
Militante féministe, elle cofonde avec Évelyne Le Garrec et Marie-Odile Delacour le journal Histoires d'elles. L'association pour une information féminine et féministe (APIFF) est créée pour éditer ce journal. Un numéro zéro est édité le 8 mars 1977 pour présenter le projet, et lancer une souscription. elle participe aussi à la création de l'association des femmes journalistes (AFJ). 
Le 10 mai 1981, elle est présente, en tant que journaliste à Château-Chinon pour le second tour de l'élection présidentielle puis dans la voiture qui ramène le nouvel élu, François Mitterrand, à Paris. Cependant la décennie 80 est pour elle, ainsi qu'elle l'écrit dans un Chagrin politique, une décennie de stupéfaction devant la réconciliation de la gauche et même d'une partie des gauchistes avec l'argent, le néo-libéralisme, la réussite, les stratégies narcissiques et les dividendes médiatiques.[réf. souhaitée]
Le retour sur la scène française du Front national l'amène à accepter de travailler, de 1984 à 1986, pour le Premier ministre Laurent Fabius afin de contrer le discours nationaliste et xénophobe qui prend de plus en plus d'importance tandis que la "gauche au pouvoir " est de plus en plus contestée.[réf. souhaitée]
De 1988 à 1991 elle est conseillère technique au cabinet du ministre de la Francophonie, Alain Decaux, elle s'occupe principalement de la politique audiovisuelle extérieure de la France
Nommée inspectrice générale de l'Éducation nationale en 1991, elle s'occupe de l'éducation en situations d'urgence, conduisant des projets de reconstruction d'écoles et d'appui pédagogique, d'abord au Kosovo à partir de 1999. Elle relate dans son livre "Cahiers du Kosovo" (Editions Textuel) les différentes missions réalisées dans un Kosovo largement détruit,  pas encore vraiment pacifié et à l'époque placé sous l'autorité de l'ONU.  Elle effectue ensuite des missions en Afghanistan, parcourant ce pays pour s'occuper en particulier de la rescolarisation des filles. Membre du réseau INEE (réseau international de l'éducation en situations d'urgence), elle a contribué à ce qu'il se développe en zone francophone . Elle réalise de nombreuses missions au Yémen, en Syrie, en Arabie saoudite, en Israël, au Liban, au Pakistan, au Sénégal, dans divers pays d'Europe centrale et orientale... 
À la retraite depuis août 2011, elle a été présidente des associations 40 ans de MLF et Féminisme et  géopolitique dont elle est la fondatrice. Elle anime un blog et un site personnel. Elle a présidé de 2019 à 2021 la Commission Enjeux européens et internationaux du Haut Conseil à l'égalité entre les femmes et les hommes (Hcefh) et à ce titre elle est co-autrice de plusieurs rapports ou notes relatifs à la diplomatie féministe.
Dans son ouvrage paru en mars 2016, Sortir du manichéisme, des roses et du chocolat, Martine Storti décrypte la montée des positionnements, des concurrences et des affrontements identitaires, les confusions délibérément entretenues qui transforment tout défenseur du libéralisme culturel en acteur de la financiarisation du monde, ou qui font du féminisme tantôt l'autre nom du néocolonialisme, tantôt l'une des composantes d'une prétendue horreur sociétale, responsable de l'abandon du peuple et de la montée du Front national. Elle oppose et propose de réhabiliter l'émancipation, de restaurer le collectif, de retrouver l'universel. Elle poursuit cette réflexion dans son ouvrage Pour un féminisme universel, paru en 2020. Dans l'ouvrage collectif Les mots qui fâchent, aux Éditions de l'Aube, elle a rédigé la fiche titrée Néoféminisme . Dans un entretien publié par Le Monde  le 21 juin 2022, elle souligne « la nécessité de refuser toute forme d'intimidation dans le débat politique » et de « desserrer l'étau des dogmatismes concurrents ».

## Publications

### Ouvrages
- Un chagrin politique : de mai 68 aux années 80, L'Harmattan, 1996
- Cahiers du Kosovo : l'urgence de l'école, Textuel, 2001 (traduit en albanais et publié sous le titre Ditar nga Kosova, Pristina, Libri Shkollor, 2003)
- 32 jours de mai, Le Bord de l'eau, Latresne, 2006
- L'arrivée de mon père en France, Michel de Maule, 2008 (publié en Italie en 2009 par les Edizioni Giacché sous le titre Quando mio padre emigro in Francia)
- Je suis une femme, pourquoi pas vous ? 1974-1979 : quand je racontais le mouvement des femmes dans Libération, Michel de Maule. Mars 2010
- Le féminisme à l'épreuve des mutations géopolitiques en codirection avec Françoise Picq. iXe éditions. 2012
- Sortir du manichéisme, des roses et du chocolat, Michel de Maule, 2016
- Pour un féminisme universel, Le Seuil 2020

### Ouvrages collectifs
- L'identité française, ed Tierce, 1985
- Le féminisme et ses enjeux, edilig, 1988
- Enfants d'Italiens, quelles(e) langues(s) parlez-vous ? Géhess Editions, 2009
- 150 d'immigration italienne, en France ou ailleurs, Editalie, 2011[19]
- Archives familiales : modes d'emploi, Récits de genèse, academia L'Harmattan, 2013
- Le français en chantant, Les Lyriades, 2015

### Vidéos
- A propos de "L'arrivée de mon père en France" 2010
- Entretien Iris Février 2012
- A propos de mai 68, sur 50-50 magazine, juin 2018
- Conférences chantées Hall de la chanson
- Inervention lors du congrès Le féminisme à l'épreuve des mutations géopolitiques en décembre 2010
- Maison de Colette, entretien
- Entretiens Fondation Jean Jaurès en 2018 et en octobre 2020 avec Juliette Clavière
- Entretien Europe 1 avec Patrick Cohen 7 octobre 2020
- Entretien Public Sénat Questions sur l'universalisme 9 octobre 2020
- Entretien RFI Emission Idées décembre 2020
- Débat  "OÙ VONT LES FEMMES ?", àl'initiative "Des Mots & Débats" 15 mars 2022